# فرناندا كونتريرز
فرناندا كونتريرز (بالإسبانية: Fernanda Contreras)‏ هي لاعب كرة مضرب مكسيكية، ولدت في 8 أكتوبر 1997 في مدينة سان لويس بوتوسي في المكسيك.

## وصلات خارجية
- فرناندا كونتريرز على موقع رابطة محترفات التنس (الإنجليزية)
- فرناندا كونتريرز على موقع الاتحاد الدولي لكرة المضرب (الإنجليزية)
- فرناندا كونتريرز على موقع كأس بيلي جين كينغ (الإنجليزية)
- فرناندا كونتريرز على موقع بطولة ويمبلدون (الإنجليزية)
- فرناندا كونتريرز على موقع خلاصة التنس.كوم (الإنجليزية)